# Marie de Jever
Marie de Jever (Jever, 5 septembre 1500 - 20 février 1575) est la dernière souveraine de la Seigneurie de Jever, avant son annexion au Comté d'Oldenbourg. 

## Biographie
Elle est la fille d'Edo Wiemken le Jeune et de sa seconde épouse, Edwige, elle même sœur de Jean V d'Oldenbourg. Sa mère meurt un an après sa naissance, et son père quand elle a dix ans.
Son frère Christophe est désigné comme successeur, et Marie et ses sœurs devront contracter des mariages favorables politiquement et économiquement.

### Succession
Cependant Christophe meurt soudainement à l'âge de dix-huit ans. En l'absence d'autres héritiers mâles, c'est Marie qui hérite de la Seigneurie. 
Une alliance est conclue entre Edzard Ier de Frise orientale et les  coalisés du Saint Empire pour que son fils Ennon épouse Marie. 
Ennon et Edzard II de Frise orientale attaquent et occupent le château de Jever en 1527. Ils en ont cependant chassés, et l'alliance échoue. Marie devint l'une de ses adversaires les plus acharnés, et fit en sorte que le Jeverland soit à sa mort rattaché au comté d’Oldenbourg.

### Dame de Jever
En 1536 elle octroya une charte aux bourgeois. La ville de Jever s'appelle également Marienstadt en son hommage.